# Himmelblå
Himmelblå è un singolo della cantante norvegese Anne Marie Almedal, pubblicato il 5 marzo 2009 su etichetta discografica Capitol Records come primo estratto dal secondo album in studio Blue Sky Blue.

## Tracce
1. Himmelblå – 3:43
2. Blue Sky Blue – 3:43
3. Himmelblå (Live at Aladdin) – 4:49
4. Blue Sky Blue (Live at Aladdin) – 4:56

## Classifiche
| Classifica (2009) | Posizione massima |
| ----------------- | ----------------- |
| Norvegia          | 13                |